# Loree Moore
Loree Marlowe Moore (Carson, 21 de marzo de 1983) es una exbaloncestista estadounidense de la Women's National Basketball Association (WNBA) que ocupaba la posición de base.
Fue reclutada por los New York Liberty en la 10° posición de la primera ronda del Draft de la WNBA de 2005, equipo donde militó hasta 2009. Además, fue parte de los Galatasaray Spor Kulübü (2006-2007) y Vologda-Čevakata para las temporadas 2007-2009 y 2010-2012.
En 2003, fue parte del equipo estadounidense que participó en los Juegos Panamericanos de Santo Domingo, alzándose con la medalla de plata.

## Estadísticas

### Totales
| Año                                                                                              | Equipo | J   | JI  | MJ   | TC  | ITC | TC%  | 3P  | 3PA | 3P%  | 2P  | 2PA | 2P%  | TL  | ITL | TL%  | RBO | RBD | RBT | AST | STL | BLK | TOV | PF  | PTS |
| ------------------------------------------------------------------------------------------------ | ------ | --- | --- | ---- | --- | --- | ---- | --- | --- | ---- | --- | --- | ---- | --- | --- | ---- | --- | --- | --- | --- | --- | --- | --- | --- | --- |
| 2005                                                                                             | NYL    | 24  | 0   | 182  | 9   | 23  | .391 | 0   | 2   | .000 | 9   | 21  | .429 | 4   | 9   | .444 | 4   | 23  | 27  | 19  | 10  | 0   | 25  | 12  | 22  |
| 2006                                                                                             | NYL    | 34  | 29  | 952  | 68  | 201 | .338 | 35  | 96  | .365 | 33  | 105 | .314 | 37  | 51  | .725 | 31  | 113 | 144 | 122 | 61  | 10  | 65  | 90  | 208 |
| 2007                                                                                             | NYL    | 34  | 33  | 1163 | 119 | 289 | .412 | 55  | 135 | .407 | 64  | 154 | .416 | 34  | 58  | .586 | 40  | 98  | 138 | 163 | 75  | 5   | 99  | 93  | 327 |
| 2008                                                                                             | NYL    | 29  | 29  | 809  | 55  | 161 | .342 | 24  | 83  | .289 | 31  | 78  | .397 | 20  | 24  | .833 | 30  | 82  | 112 | 132 | 44  | 4   | 77  | 71  | 154 |
| 2009                                                                                             | NYL    | 34  | 32  | 941  | 78  | 233 | .335 | 26  | 100 | .260 | 52  | 133 | .391 | 33  | 48  | .688 | 19  | 106 | 125 | 133 | 66  | 2   | 78  | 55  | 215 |
| Carrera                                                                                          |        | 155 | 123 | 4047 | 329 | 907 | .363 | 140 | 416 | .337 | 189 | 491 | .385 | 128 | 190 | .674 | 124 | 422 | 546 | 569 | 256 | 21  | 344 | 321 | 926 |
| Notas: J=Juegos; JI=Juegos iniciales; MJ=Minutos jugados; ITC=Intentos de TC; ITL=Intentos de TL |        |     |     |      |     |     |      |     |     |      |     |     |      |     |     |      |     |     |     |     |     |     |     |     |     |

### Por juego
| Año                                                                                              | Equipo | J   | JI  | MJ   | TC  | ITC | TC%  | 3P  | 3PA | 3P%  | 2P  | 2PA | 2P%  | TL  | ITL | TL%  | RBO | RBD | RBT | AST | STL | BLK | TOV | PF  | PTS |
| ------------------------------------------------------------------------------------------------ | ------ | --- | --- | ---- | --- | --- | ---- | --- | --- | ---- | --- | --- | ---- | --- | --- | ---- | --- | --- | --- | --- | --- | --- | --- | --- | --- |
| 2005                                                                                             | NYL    | 24  | 0   | 7.6  | 0.4 | 1.0 | .391 | 0.0 | 0.1 | .000 | 0.4 | 0.9 | .429 | 0.2 | 0.4 | .444 | 0.2 | 1.0 | 1.1 | 0.8 | 0.4 | 0.0 | 1.0 | 0.5 | 0.9 |
| 2006                                                                                             | NYL    | 34  | 29  | 28.0 | 2.0 | 5.9 | .338 | 1.0 | 2.8 | .365 | 1.0 | 3.1 | .314 | 1.1 | 1.5 | .725 | 0.9 | 3.3 | 4.2 | 3.6 | 1.8 | 0.3 | 1.9 | 2.6 | 6.1 |
| 2007                                                                                             | NYL    | 34  | 33  | 34.2 | 3.5 | 8.5 | .412 | 1.6 | 4.0 | .407 | 1.9 | 4.5 | .416 | 1.0 | 1.7 | .586 | 1.2 | 2.9 | 4.1 | 4.8 | 2.2 | 0.1 | 2.9 | 2.7 | 9.6 |
| 2008                                                                                             | NYL    | 29  | 29  | 27.9 | 1.9 | 5.6 | .342 | 0.8 | 2.9 | .289 | 1.1 | 2.7 | .397 | 0.7 | 0.8 | .833 | 1.0 | 2.8 | 3.9 | 4.6 | 1.5 | 0.1 | 2.7 | 2.4 | 5.3 |
| 2009                                                                                             | NYL    | 34  | 32  | 27.7 | 2.3 | 6.9 | .335 | 0.8 | 2.9 | .260 | 1.5 | 3.9 | .391 | 1.0 | 1.4 | .688 | 0.6 | 3.1 | 3.7 | 3.9 | 1.9 | 0.1 | 2.3 | 1.6 | 6.3 |
| Carrera                                                                                          |        | 155 | 123 | 26.1 | 2.1 | 5.9 | .363 | 0.9 | 2.7 | .337 | 1.2 | 3.2 | .385 | 0.8 | 1.2 | .674 | 0.8 | 2.7 | 3.5 | 3.7 | 1.7 | 0.1 | 2.2 | 2.1 | 6.0 |
| Notas: J=Juegos; JI=Juegos iniciales; MJ=Minutos jugados; ITC=Intentos de TC; ITL=Intentos de TL |        |     |     |      |     |     |      |     |     |      |     |     |      |     |     |      |     |     |     |     |     |     |     |     |     |